# Résultats détaillés des championnats d'Europe d'athlétisme 1966
Résultats détaillés des Championnats d'Europe d'athlétisme 1966 de Budapest.
| Courses: 100 m - 200 m - 400 m - 800 m - 1 500 m - 5 000 m - 10 000 m - Marathon Obstacles: 110 m haies - 80 m haies - 400 m haies - 3 000 m steeple Marche: 20 km - 50 km Sauts: Hauteur - Longueur - Triple saut - Perche Lancers: Javelot - Disque - Poids - Marteau Relais: 4 × 100 m - 4 × 400 m Epreuves combinées: Décathlon - Pentathlon Tableau des médailles |

## 100 m
| Rang | Pays                 | Athlète               | Temps  |
| ---- | -------------------- | --------------------- | ------ |
| 1    | Pologne              | Wieslaw Maniak        | 10 s 5 |
| 2    | France               | Roger Bambuck         | 10 s 5 |
| 3    | France               | Claude Piquemal       | 10 s 5 |
| 4    | Allemagne de l'Ouest | Manfred Knickenberg   | 10 s 6 |
| 5    | Italie               | Ito Giani             | 10 s 6 |
| 6    | Royaume-Uni          | Barrie Kelly          | 10 s 7 |
| 7    | Union soviétique     | Nikolay Ivanov        | 10 s 7 |
| 8    | Italie               | Pasquale Giannattasio | 20 s 1 |

| Rang | Pays                 | Athlète            | Temps  |
| ---- | -------------------- | ------------------ | ------ |
| 1    | Pologne              | Ewa Kłobukowska    | 11 s 5 |
| 2    | Pologne              | Irena Kirszenstein | 11 s 5 |
| 3    | Allemagne de l'Ouest | Karin Frisch       | 11 s 8 |
| 4    | Tchécoslovaquie      | Eva Lehocka        | 11 s 9 |
| 5    | Union soviétique     | Vera Popkova       | 11 s 9 |
| 6    | Hongrie              | Margit Nemeshazi   | 11 s 9 |
| 7    | Allemagne de l'Ouest | Jutta Stöck        | 11 s 9 |
| 8    | Allemagne de l'Ouest | Hannelore Trabert  | 12 s 0 |

## 200 m
| Rang | Pays                 | Athlète            | Temps  |
| ---- | -------------------- | ------------------ | ------ |
| 1    | France               | Roger Bambuck      | 20 s 9 |
| 2    | Pologne              | Marian Dudziak     | 21 s 0 |
| 3    | France               | Jean-Claude Nallet | 21 s 0 |
| 4    | Pologne              | Jan Werner         | 21 s 1 |
| 5    | Tchécoslovaquie      | Ladislav Kriz      | 21 s 3 |
| 6    | Allemagne de l'Ouest | Fritz Roderfeld    | 21 s 4 |
| 7    | Italie               | Livio Berruti      | 21 s 5 |
| 8    | Italie               | Ennio Preatoni     | 21 s 7 |

| Rang | Pays                 | Athlète            | Temps  |
| ---- | -------------------- | ------------------ | ------ |
| 1    | Pologne              | Irena Kirszenstein | 23 s 1 |
| 2    | Pologne              | Ewa Kłobukowska    | 23 s 4 |
| 3    | Union soviétique     | Vera Popkova       | 23 s 7 |
| 4    | Allemagne de l'Ouest | Kirsten Roggenkamp | 23 s 8 |
| 5    | Allemagne de l'Est   | Ingrid Tiedtke     | 23 s 9 |
| 6    | Tchécoslovaquie      | Eva Lehocka        | 24 s 0 |
| 7    | Allemagne de l'Ouest | Hannelore Trabert  | 24 s 2 |
| 8    | Pays-Bas             | True Hennipman     | 24 s 2 |

## 400 m
| Rang | Pays                 | Athlète              | Temps  |
| ---- | -------------------- | -------------------- | ------ |
| 1    | Pologne              | Stanisław Grędziński | 46 s 0 |
| 2    | Pologne              | Andrzej Badenski     | 46 s 2 |
| 3    | Allemagne de l'Ouest | Manfred Kinder       | 46 s 3 |
| 4    | Allemagne de l'Est   | Wilfried Weiland     | 46 s 6 |
| 5    | Allemagne de l'Ouest | Rolf Krüsmann        | 46 s 7 |
| 6    | Tchécoslovaquie      | Josef Trousil        | 46 s 9 |
| 7    | Royaume-Uni          | Tim Graham           | 46 s 9 |
| 8    | Allemagne de l'Ouest | Siegfried König      | DNF    |

| Rang | Pays                 | Athlète             | Temps  |
| ---- | -------------------- | ------------------- | ------ |
| 1    | Tchécoslovaquie      | Anna Chmelková      | 52 s 9 |
| 2    | Hongrie              | Antonia Munkacsi    | 53 s 9 |
| 3    | France               | Monique Noirot      | 54 s 0 |
| 4    | Union soviétique     | Lyudmila Samotysova | 54 s 0 |
| 5    | Allemagne de l'Ouest | Helga Henning       | 54 s 1 |
| 6    | Norvège              | Berit Berthelsen    | 54 s 1 |
| 7    | Hongrie              | Zsuzsa Szabó-Nagy   | 54 s 3 |
| 8    | Pays-Bas             | Lia Louer           | 55 s 0 |

## 800 m
| Rang | Pays                 | Athlète              | Temps        |
| ---- | -------------------- | -------------------- | ------------ |
| 1    | Allemagne de l'Est   | Manfred Matuschewski | 1 min 45 s 9 |
| 2    | Allemagne de l'Ouest | Franz-Josef Kemper   | 1 min 46 s 0 |
| 3    | Allemagne de l'Ouest | Bodo Tümmler         | 1 min 46 s 3 |
| 4    | Royaume-Uni          | Christopher Carter   | 1 min 46 s 3 |
| 5    | Tchécoslovaquie      | Tomás Jungwirth      | 1 min 46 s 7 |
| 6    | Royaume-Uni          | John Boulter         | 1 min 47 s 0 |
| 7    | Espagne              | Alberto Esteban      | 1 min 47 s 4 |
| 8    | Irlande              | Noel Carroll         | 1 min 47 s 9 |

| Rang | Pays                 | Athlète           | Temps        |
| ---- | -------------------- | ----------------- | ------------ |
| 1    | Yougoslavie          | Vera Nikolic      | 2 min 02 s 8 |
| 2    | Hongrie              | Zsuzsa Szabó-Nagy | 2 min 03 s 1 |
| 3    | Allemagne de l'Ouest | Antje Gleichfeld  | 2 min 03 s 7 |
| 4    | Royaume-Uni          | Pam Piercy        | 2 min 04 s 1 |
| 5    | Union soviétique     | Alla Krivosheyeva | 2 min 04 s 2 |
| 6    | Union soviétique     | Vyera Mukhanova   | 2 min 04 s 8 |
| 7    | Pays-Bas             | Ilja Laman        | 2 min 05 s 2 |
| 8    | Allemagne de l'Est   | Waltraud Pöhlitz  | 2 min 12 s 1 |

## 1 500 m
| Rang | Pays                 | Athlète             | Temps        |
| ---- | -------------------- | ------------------- | ------------ |
| 1    | Allemagne de l'Ouest | Bodo Tümmler        | 3 min 41 s 9 |
| 2    | France               | Michel Jazy         | 3 min 42 s 2 |
| 3    | Allemagne de l'Ouest | Harald Norpoth      | 3 min 42 s 4 |
| 4    | Royaume-Uni          | Alan Simpson        | 3 min 43 s 8 |
| 5    | Allemagne de l'Est   | Jürgen May          | 3 min 44 s 1 |
| 6    | Belgique             | André De Hertoghe   | 3 min 44 s 3 |
| 7    | France               | Jean Wadoux         | 3 min 44 s 5 |
| 8    | Pologne              | Henryk Szordykowski | 3 min 45 s 8 |

## 5 000 m
| Rang | Pays                 | Athlète          | Temps         |
| ---- | -------------------- | ---------------- | ------------- |
| 1    | France               | Michel Jazy      | 13 min 42 s 8 |
| 2    | Allemagne de l'Ouest | Harald Norpoth   | 13 min 44 s 0 |
| 3    | Allemagne de l'Est   | Bernd Diessner   | 13 min 47 s 8 |
| 4    | Royaume-Uni          | Derek Graham     | 13 min 48 s 0 |
| 5    | Hongrie              | Lajos Mecser     | 13 min 48 s 0 |
| 6    | Suède                | Bengt Nåjde      | 13 min 48 s 2 |
| 7    | Hongrie              | István Kiss      | 13 min 48 s 2 |
| 8    | France               | Jean-Luc Salomon | 13 min 52 s 0 |

## 10 000 m
| Rang | Pays                 | Athlète           | Temps         |
| ---- | -------------------- | ----------------- | ------------- |
| 1    | Allemagne de l'Est   | Jürgen Haase      | 28 min 26 s 0 |
| 2    | Hongrie              | Lajos Mecser      | 28 min 27 s 0 |
| 3    | Union soviétique     | Leonid Mikityenko | 28 min 32 s 2 |
| 4    | Allemagne de l'Ouest | Manfred Letzerich | 28 min 36 s 8 |
| 5    | Royaume-Uni          | Allan Rushmer     | 28 min 37 s 8 |
| 6    | Royaume-Uni          | Bruce Tulloh      | 28 min 50 s 4 |
| 7    | Hongrie              | János Szerényi    | 28 min 52 s 2 |
| 8    | Belgique             | Gaston Roelants   | 28 min 59 s 6 |

## Marathon
| Rang | Pays             | Athlète                | Temps           |
| ---- | ---------------- | ---------------------- | --------------- |
| 1    | Royaume-Uni      | Jim Hogan              | 2 h 20 min 04 s |
| 2    | Belgique         | Aurèle Vandendriessche | 2 h 21 min 43 s |
| 3    | Hongrie          | Gyula Tóth             | 2 h 22 min 02 s |
| 4    | Espagne          | Carlos Pérez           | 2 h 22 min 23 s |
| 5    | Union soviétique | Anatoliy Skripnik      | 2 h 23 min 14 s |
| 6    | Union soviétique | Anatoliy Sukharkov     | 2 h 23 min 33 s |
| 7    | Finlande         | Kaveli Ihaksi          | 2 h 23 min 38 s |
| 8    | Tchécoslovaquie  | Pavel Kantorek         | 2 h 23 min 49 s |

## 110 m haies/80 m haies
| Rang | Pays                 | Athlète               | Temps  |
| ---- | -------------------- | --------------------- | ------ |
| 1    | Italie               | Eddy Ottoz            | 13 s 7 |
| 2    | Allemagne de l'Ouest | Hinrich John          | 14 s 0 |
| 3    | France               | Marcel Duriez         | 14 s 0 |
| 4    | Union soviétique     | Anatoily Mikhailov    | 14 s 1 |
| 5    | Italie               | Giovanni Cornacchia   | 14 s 2 |
| 6    | Italie               | Sergio Liani          | 14 s 2 |
| 7    | Union soviétique     | Vyacheslav Skomorokov | 14 s 2 |
| 8    | Suède                | Bo Forssander         | 14 s 3 |

| Rang | Pays                 | Athlète            | Temps  |
| ---- | -------------------- | ------------------ | ------ |
| 1    | Allemagne de l'Est   | Karin Balzer       | 10 s 7 |
| 2    | Allemagne de l'Ouest | Karin Frisch       | 10 s 7 |
| 3    | Pologne              | Elzbieta Bednarek  | 10 s 7 |
| 4    | Allemagne de l'Ouest | Renate Balck       | 10 s 7 |
| 5    | Allemagne de l'Ouest | Inge Schell        | 10 s 8 |
| 6    | Union soviétique     | Nilia Kulkova      | 10 s 9 |
| 7    | Pologne              | Danuta Straszyńska | 10 s 9 |
| 8    | Allemagne de l'Est   | Gundula Diel       | 11 s 0 |

## 400 m haies
| Rang | Pays                 | Athlète           | Temps  |
| ---- | -------------------- | ----------------- | ------ |
| 1    | Italie               | Roberto Frinolli  | 49 s 8 |
| 2    | Allemagne de l'Ouest | Gerd Lossdörfer   | 50 s 3 |
| 3    | France               | Robert Poirier    | 50 s 5 |
| 4    | Union soviétique     | Vasiliy Anisimov  | 50 s 5 |
| 5    | Finlande             | Jaakko Tuominen   | 50 s 9 |
| 6    | Allemagne de l'Ouest | Horst Gieseler    | 51 s 2 |
| 7    | France               | Jean-Jacques Behm | 51 s 3 |
| 8    | France               | Alain Hebrard     | 52 s 9 |

## 3 000 m steeple
| Rang | Pays                 | Athlète           | Temps        |
| ---- | -------------------- | ----------------- | ------------ |
| 1    | Union soviétique     | Viktor Kudinskiy  | 8 min 26 s 6 |
| 2    | Union soviétique     | Anatoliy Kuryan   | 8 min 28 s 0 |
| 3    | Belgique             | Gaston Roelants   | 8 min 28 s 8 |
| 4    | France               | Guy Texereau      | 8 min 30 s 0 |
| 5    | Allemagne de l'Ouest | Manfred Letzerich | 8 min 31 s 0 |
| 6    | Allemagne de l'Est   | Dieter Hartmann   | 8 min 31 s 6 |
| 7    | Roumanie             | Zoltan Vamos      | 8 min 34 s 0 |
| 8    | Royaume-Uni          | Maurice Herriott  | 8 min 37 s 0 |

## Saut en hauteur
| Rang | Pays                 | Athlète               | Performance |
| ---- | -------------------- | --------------------- | ----------- |
| 1    | France               | Jacques Madubost      | 2,12 m      |
| 2    | France               | Robert Sainte-Rose    | 2,12 m      |
| 3    | Union soviétique     | Valeriy Skvortsov     | 2,09 m      |
| 4    | Pologne              | Edward Czernik        | 2,06 m      |
| 5    | Union soviétique     | Andrey Khmarskiy      | 2,06 m      |
| 6    | Allemagne de l'Ouest | Wolfgang Schillkowski | 2,06 m      |
| 7    | Union soviétique     | Valentin Gavrilov     | 2,06 m      |
| 8    | Allemagne de l'Ouest | Ingomar Sieghart      | 2,03 m      |
| 8    | Suède                | Kjell-Åke Nilsson     | 2,03 m      |

| Rang | Pays               | Athlète           | Performance |
| ---- | ------------------ | ----------------- | ----------- |
| 1    | Union soviétique   | Taisia Chenchik   | 1,75 m      |
| 2    | Union soviétique   | Lyudmila Komlyeva | 1,73 m      |
| 3    | Pologne            | Jarosława Bieda   | 1,71 m      |
| 4    | Tchécoslovaquie    | Mária Faithová    | 1,71 m      |
| 5    | Yougoslavie        | Olga Pulic-Gere   | 1,71 m      |
| 6    | Pays-Bas           | Marianne Thomas   | 1,68 m      |
| 7    | Allemagne de l'Est | Dagmar Melzer     | 1,65 m      |
| 8    | Royaume-Uni        | Dorothy Shirley   | 1,65 m      |

## Saut en longueur
| Rang | Pays                 | Athlète             | Performance |
| ---- | -------------------- | ------------------- | ----------- |
| 1    | Royaume-Uni          | Lynn Davies         | 7,98 m      |
| 2    | Union soviétique     | Igor Ter-Ovanessian | 7,88 m      |
| 3    | France               | Jean Cochard        | 7,88 m      |
| 4    | Union soviétique     | Leonid Barkovskiy   | 7,74 m      |
| 5    | Finlande             | Rainer Stenius      | 7,68 m      |
| 6    | Allemagne de l'Ouest | Hermann Latzel      | 7,59 m      |
| 7    | Finlande             | Pentti Eskola       | 7,51 m      |
| 8    | Finlande             | Pertti Pousi        | 7,46 m      |

| Rang | Pays                 | Athlète              | Performance |
| ---- | -------------------- | -------------------- | ----------- |
| 1    | Pologne              | Irena Kirszenstein   | 6,55 m      |
| 2    | Bulgarie             | Diana Yorgova        | 6,45 m      |
| 3    | Allemagne de l'Ouest | Helga Hoffmann       | 6,38 m      |
| 4    | Pays-Bas             | Corrie Bakker        | 6,34 m      |
| 5    | Roumanie             | Viorica Viscopoleanu | 6,33 m      |
| 6    | Union soviétique     | Tatyana Talisheva    | 6,33 m      |
| 7    | Royaume-Uni          | Sheila Parkin        | 6,30 m      |
| 8    | Suisse               | Meta Antenen         | 6,23 m      |

## Saut à la perche
| Rang | Pays                 | Athlète                | Performance |
| ---- | -------------------- | ---------------------- | ----------- |
| 1    | Allemagne de l'Est   | Wolfgang Nordwig       | 5,10 m      |
| 2    | Grèce                | Chrístos Papanikoláou  | 5,05 m      |
| 3    | France               | Hervé d’Encausse       | 5,00 m      |
| 4    | Italie               | Renato Dionisi         | 4,80 m      |
| 5    | Espagne              | Ignacio Sola           | 4,80 m      |
| 6    | Pologne              | Wlodzimierz Sokolowski | 4,80 m      |
| 7    | Pologne              | Leszek Butscher        | 4,80 m      |
| 8    | Allemagne de l'Ouest | Claus Schiprowski      | 4,70 m      |

## Triple saut
| Rang | Pays                 | Athlète              | Performance |
| ---- | -------------------- | -------------------- | ----------- |
| 1    | Bulgarie             | Georgi Stoikovski    | 16,67 m     |
| 2    | Allemagne de l'Est   | Hans-Jürgen Rückborn | 16,66 m     |
| 3    | Hongrie              | Henrik Kalocsai      | 16,59 m     |
| 4    | Pologne              | Jan Jaskólski        | 16,57 m     |
| 5    | Pologne              | Józef Schmidt        | 16,45 m     |
| 6    | Allemagne de l'Ouest | Michael Sauer        | 16,39 m     |
| 7    | Roumanie             | Serban Ciochina      | 16,22 m     |
| 8    | Allemagne de l'Est   | Siegfried Dähne      | 16,17 m     |

## Lancer du disque
| Rang | Pays               | Athlète           | Performance |
| ---- | ------------------ | ----------------- | ----------- |
| 1    | Allemagne de l'Est | Detlef Thorith    | 57,42 m     |
| 2    | Allemagne de l'Est | Hartmut Losch     | 57,34 m     |
| 3    | Allemagne de l'Est | Lothar Milde      | 56,80 m     |
| 4    | Pologne            | Edmund Piątkowski | 56,76 m     |
| 5    | Tchécoslovaquie    | Ludvík Danek      | 56,24 m     |
| 6    | Italie             | Silvano Simeon    | 55,96 m     |
| 7    | Pologne            | Zenon Begier      | 55,94 m     |
| 8    | Tchécoslovaquie    | Jirí Zemba        | 54,20 m     |

| Rang | Pays                 | Athlète             | Performance |
| ---- | -------------------- | ------------------- | ----------- |
| 1    | Allemagne de l'Est   | Christine Spielberg | 57,76 m     |
| 2    | Allemagne de l'Ouest | Liesel Westermann   | 57,38 m     |
| 3    | Allemagne de l'Est   | Anita Hentschel     | 56,80 m     |
| 4    | Hongrie              | Jolán Kleiber       | 56,24 m     |
| 5    | Bulgarie             | Virginia Mikhailova | 53,68 m     |
| 6    | Allemagne de l'Est   | Ingrid Lotz         | 53,34 m     |
| 7    | Tchécoslovaquie      | Jirina Nemcová      | 52,40 m     |
| 8    | Tchécoslovaquie      | Stepanka Mertová    | 51,64 m     |

## Lancer du poids
| Rang | Pays                 | Athlète              | Performance |
| ---- | -------------------- | -------------------- | ----------- |
| 1    | Hongrie              | Vilmos Varjú         | 19,43 m     |
| 2    | Union soviétique     | Nikolay Karasyov     | 18,82 m     |
| 3    | Pologne              | Wladyslaw Komar      | 18,68 m     |
| 4    | Pologne              | Alfred Sosgórnik     | 18,38 m     |
| 5    | Allemagne de l'Ouest | Heinfried Birlenbach | 18,37 m     |
| 6    | Finlande             | Matti Yrjölä         | 18,19 m     |
| 7    | France               | Pierre Colnard       | 18,15 m     |
| 8    | Allemagne de l'Est   | Dieter Hoffmann      | 18,02 m     |

| Rang | Pays                 | Athlète           | Performance |
| ---- | -------------------- | ----------------- | ----------- |
| 1    | Union soviétique     | Nadezhda Chizhova | 17,22 m     |
| 2    | Allemagne de l'Est   | Margitta Gummel   | 17,05 m     |
| 3    | Allemagne de l'Est   | Marita Lange      | 16,96 m     |
| 4    | Union soviétique     | Galina Zybina     | 16,65 m     |
| 5    | Bulgarie             | Maria Chorbova    | 15,97 m     |
| 6    | Allemagne de l'Ouest | Gertrud Schäfer   | 15,95 m     |
| 7    | Allemagne de l'Ouest | Marlene Fuchs     | 15,89 m     |
| 8    | Roumanie             | Ana Salagean      | 15,48 m     |

## Lancer du marteau
| Rang | Pays                 | Athlète             | Performance |
| ---- | -------------------- | ------------------- | ----------- |
| 1    | Union soviétique     | Romuald Klim        | 70,02 m     |
| 2    | Hongrie              | Gyula Zsivótzky     | 68,62 m     |
| 3    | Allemagne de l'Ouest | Uwe Beyer           | 67,28 m     |
| 4    | Allemagne de l'Est   | Manfred Losch       | 65,84 m     |
| 5    | Union soviétique     | Vladimir Tribunskiy | 65,28 m     |
| 6    | Hongrie              | Lázár Lovász        | 65,28 m     |
| 7    | Hongrie              | Sandor Eckschmidt   | 64,52 m     |
| 8    | Allemagne de l'Est   | Martin Lotz         | 63,16 m     |

## Lancer du javelot
| Rang | Pays               | Athlète            | Performance |
| ---- | ------------------ | ------------------ | ----------- |
| 1    | Union soviétique   | Janis Lusis        | 84,48 m     |
| 2    | Pologne            | Wladyslaw Nikiciuk | 81,76 m     |
| 3    | Hongrie            | Gergely Kulcsár    | 80,54 m     |
| 4    | Finlande           | Pauli Nevala       | 80,36 m     |
| 5    | Hongrie            | Miklós Németh      | 79,82 m     |
| 6    | Finlande           | Väinö Kuisma       | 79,26 m     |
| 7    | Pologne            | Janusz Sidło       | 78,86 m     |
| 8    | Allemagne de l'Est | Manfred Stolle     | 78,70 m     |

| Rang | Pays               | Athlète              | Performance |
| ---- | ------------------ | -------------------- | ----------- |
| 1    | Allemagne de l'Est | Marion Lüttge-Graefe | 58,74 m     |
| 2    | Roumanie           | Mihaela Penes        | 56,94 m     |
| 3    | Union soviétique   | Valentina Popova     | 56,70 m     |
| 4    | Union soviétique   | Yelena Gorchakova    | 55,96 m     |
| 5    | Union soviétique   | Elvīra Ozoliņa       | 55,52 m     |
| 6    | Hongrie            | Márta Rudas          | 54,30 m     |
| 7    | Pologne            | Daniela Tarkowska    | 49,70 m     |
| 8    | Autriche           | Erika Strasser       | 49,26 m     |

## 4 × 100 m relais
| Rang | Pays                 | Athlètes                                                          | Temps  |
| ---- | -------------------- | ----------------------------------------------------------------- | ------ |
| 1    | France               | Marc Berger Jocelyn Delecour Claude Piquemal Roger Bambuck        | 39 s 4 |
| 2    | Union soviétique     | Edwin Osolin Armin Tujakow Boris Sawtschuk Nikolai Iwanow         | 39 s 8 |
| 3    | Allemagne de l'Ouest | Hans-Jürgen Felsen Gert Metz Dieter Enderlein Manfred Knickenberg | 39 s 8 |
| 4    | Allemagne de l'Est   | -                                                                 | 40 s 0 |
| 5    | Royaume-Uni          | -                                                                 | 40 s 1 |
| 6    | Italie               | -                                                                 | 40 s 2 |
| 7    | Tchécoslovaquie      | -                                                                 | 40 s 6 |
| 8    | Pays-Bas             | -                                                                 | 40 s 7 |

| Rang | Pays                 | Athlètes                                                                | Temps  |
| ---- | -------------------- | ----------------------------------------------------------------------- | ------ |
| 1    | Pologne              | Elzbieta Bednarek Danuta Straszyńska Irena Kirszenstein Ewa Kłobukowska | 44 s 4 |
| 2    | Allemagne de l'Ouest | Renate Meyer-Rose Hannelore Trabert Karin Frisch Jutta Stöck            | 44 s 5 |
| 3    | Union soviétique     | Vera Popkova Valentina Bolshova Lyudmila Samotysova Renate Lace         | 44 s 6 |
| 4    | Hongrie              | -                                                                       | 45 s 1 |
| 5    | Allemagne de l'Est   | -                                                                       | 45 s 3 |
| 6    | Royaume-Uni          | -                                                                       | 45 s 4 |
| 7    | Pays-Bas             | -                                                                       | 45 s 6 |
| 8    | France               | Danielle Guéneau Sylviane Telliez Gabrielle Meyer Nicole Montandon      | 45 s 7 |

## 4 × 400 m relais
| Rang | Pays                 | Athlètes                                                             | Temps        |
| ---- | -------------------- | -------------------------------------------------------------------- | ------------ |
| 1    | Pologne              | Jan Werner Edmund Borowski Stanisław Grędziński Andrzej Badeński     | 3 min 04 s 5 |
| 2    | Allemagne de l'Ouest | Friedrich Roderfeld Jens Ulbricht Rolf Krüsmann Manfred Kinder       | 3 min 04 s 8 |
| 3    | Allemagne de l'Est   | Joachim Both Günter Klann Michael Zerbes Wilfried Weiland            | 3 min 05 s 7 |
| 4    | France               | Jean-Pierre Boccardo Jean-Claude Nallet Robert Poirier Michel Samper | 3 min 05 s 7 |
| 5    | Royaume-Uni          | -                                                                    | 3 min 05 s 9 |
| 6    | Italie               | -                                                                    | 3 min 06 s 5 |
| 7    | Tchécoslovaquie      | -                                                                    | 3 min 09 s 3 |
| 8    | Hongrie              | -                                                                    | 3 min 10 s 3 |

## 20 km marche
| Rang | Pays               | Athlète              | Temps             |
| ---- | ------------------ | -------------------- | ----------------- |
| 1    | Allemagne de l'Est | Dieter Lindner       | 1 h 29 min 25 s 0 |
| 2    | Union soviétique   | Volodymyr Holubnychy | 1 h 30 min 06 s 0 |
| 3    | Union soviétique   | Mykola Smaha         | 1 h 30 min 18 s 0 |
| 4    | Allemagne de l'Est | Gerhard Sperling     | 1 h 31 min 25 s 8 |
| 5    | Union soviétique   | Anatoliy Vedyakov    | 1 h 32 min 00 s 8 |
| 6    | Hongrie            | Antal Kiss           | 1 h 32 min 42 s 4 |

## 50 km marche
| Rang | Pays               | Athlète            | Temps             |
| ---- | ------------------ | ------------------ | ----------------- |
| 1    | Italie             | Abdon Pamich       | 4 h 18 min 42 s 0 |
| 2    | Union soviétique   | Gennadiy Agapov    | 4 h 20 min 01 s 2 |
| 3    | Union soviétique   | Aleksandr Sherbina | 4 h 20 min 47 s 2 |
| 4    | Allemagne de l'Est | Kurt Sakowski      | 4 h 21 min 35 s 0 |
| 5    | Royaume-Uni        | Raymond Middleton  | 4 h 23 min 01 s 0 |
| 6    | France             | Henri Delerue      | 4 h 24 min 30 s 4 |

## Décathlon/Pentathlon
| Rang | Pays                 | Athlète             | Performance |
| ---- | -------------------- | ------------------- | ----------- |
| 1    | Allemagne de l'Ouest | Werner von Moltke   | 7 740 pts   |
| 2    | Allemagne de l'Ouest | Jörg Mattheis       | 7 614 pts   |
| 3    | Allemagne de l'Ouest | Horst Beyer         | 7 562 pts   |
| 4    | Allemagne de l'Est   | Max Klauss          | 7 446 pts   |
| 5    | Union soviétique     | Rein Aun            | 7 378 pts   |
| 6    | Union soviétique     | Juris Otsmaa        | 7 237 pts   |
| 7    | Union soviétique     | Mikhail Storozhenko | 7 172 pts   |
| 8    | Suisse               | Werner Duttweiler   | 7 165 pts   |

| Rang | Pays                 | Athlète               | Performance |
| ---- | -------------------- | --------------------- | ----------- |
| 1    | Union soviétique     | Valentina Tikhomirova | 4 787 pts   |
| 2    | Allemagne de l'Ouest | Heide Rosendahl       | 4 765 pts   |
| 3    | Allemagne de l'Est   | Ingeborg Exner        | 4 713 pts   |
| 4    | Royaume-Uni          | Mary Rand             | 4 711 pts   |
| 5    | Hongrie              | Annamária Tóth        | 4704 pt     |
| 6    | Allemagne de l'Est   | Gerda Mittenzwei      | 4 675 pts   |
| 7    | Suisse               | Meta Antenen          | 4 535 pts   |
| 8    | France               | Denise Guénard        | 4 483 pts   |

## Légende
- RE : Record d'Europe
- RC : Record des Championnats
- RN : Record national
- disq. : disqualification
- ab. : abandon